# Piridion

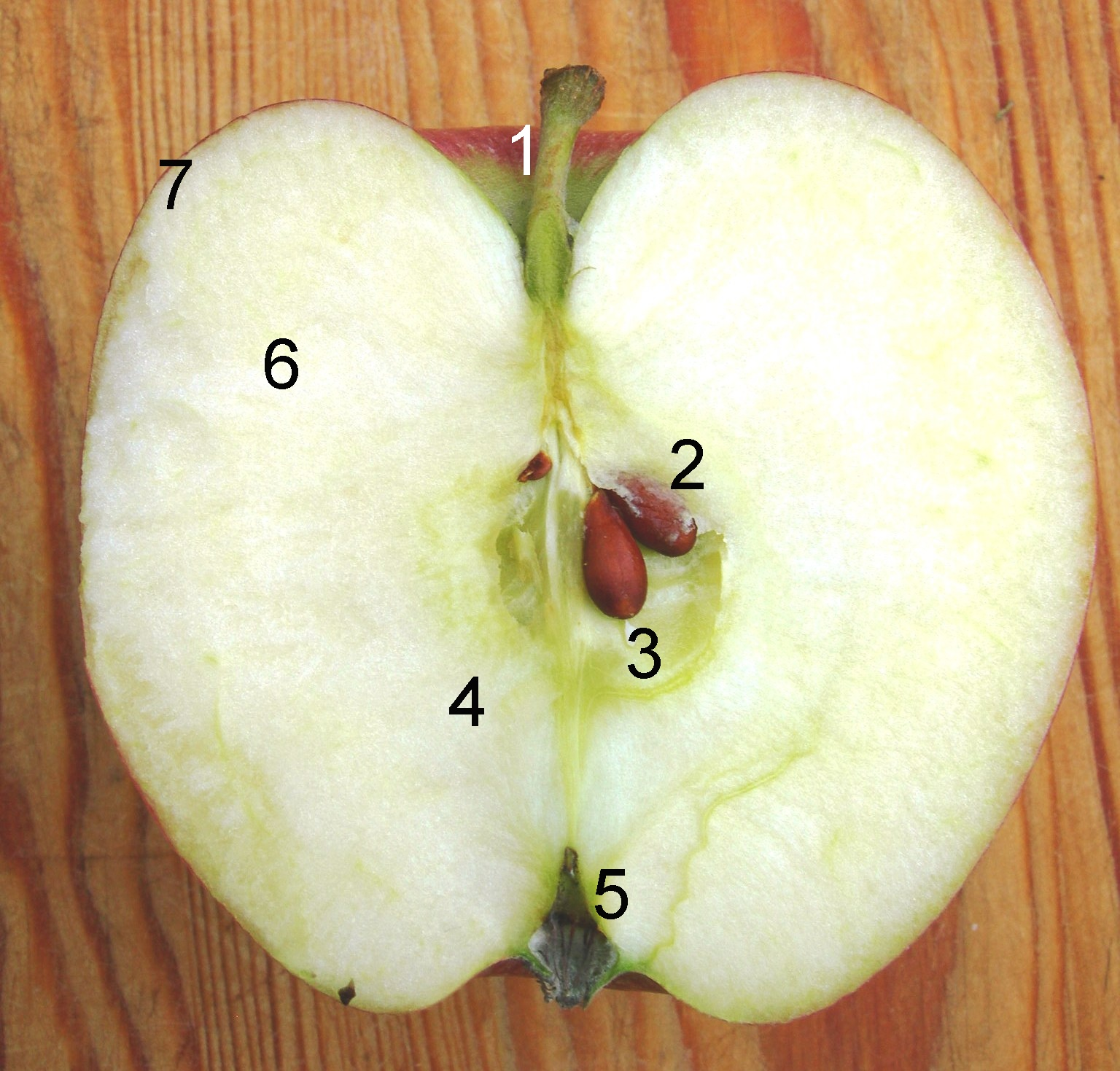
Un piridion de pomme : 1. pédoncule 2. graine (pépin) 3. endocarpe 4. mésocarpe 5. calice 6. pulpe 7. épicarpe (peau).

Un piridion, appelé aussi péridium ou péridion (du grec ancien πηρίδιον, pêridion « petit sac », diminutif de πήρα, qui donne le latin pera « besace »), est un fruit complexe, constitué par le réceptacle floral devenu charnu, soudé à l'ovaire. C'est une structure que l'on retrouve lorsque la fleur possède un ovaire infère adhérant au réceptacle, comme chez la pomme, la nèfle ou la poire.
Ce fruit est caractéristique des plantes à ovaire infère de la sous-famille des Maloideae (famille des Rosacées), notamment le pommier, le néflier, le poirier, le cognassier, l'aubépine, l'amélanchier, le cormier et les autres sorbiers, etc.

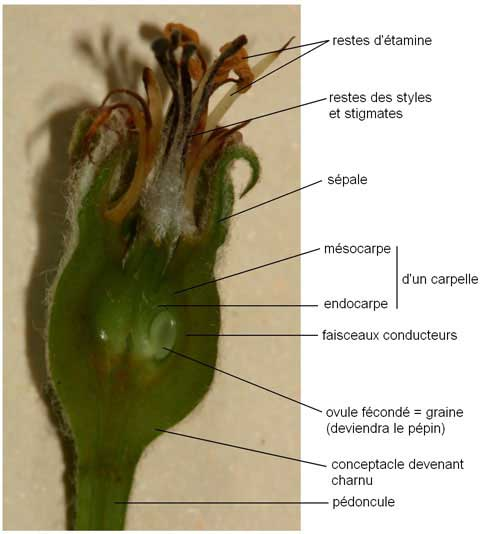
Coupe dans le fruit après fécondation d'une pomme
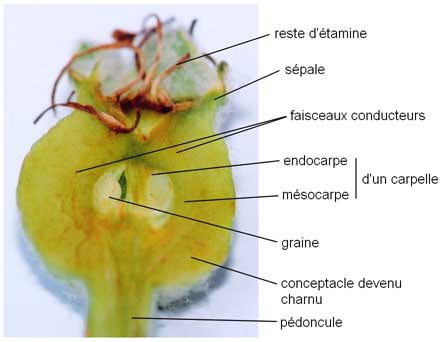
Coupe dans le fruit un mois après
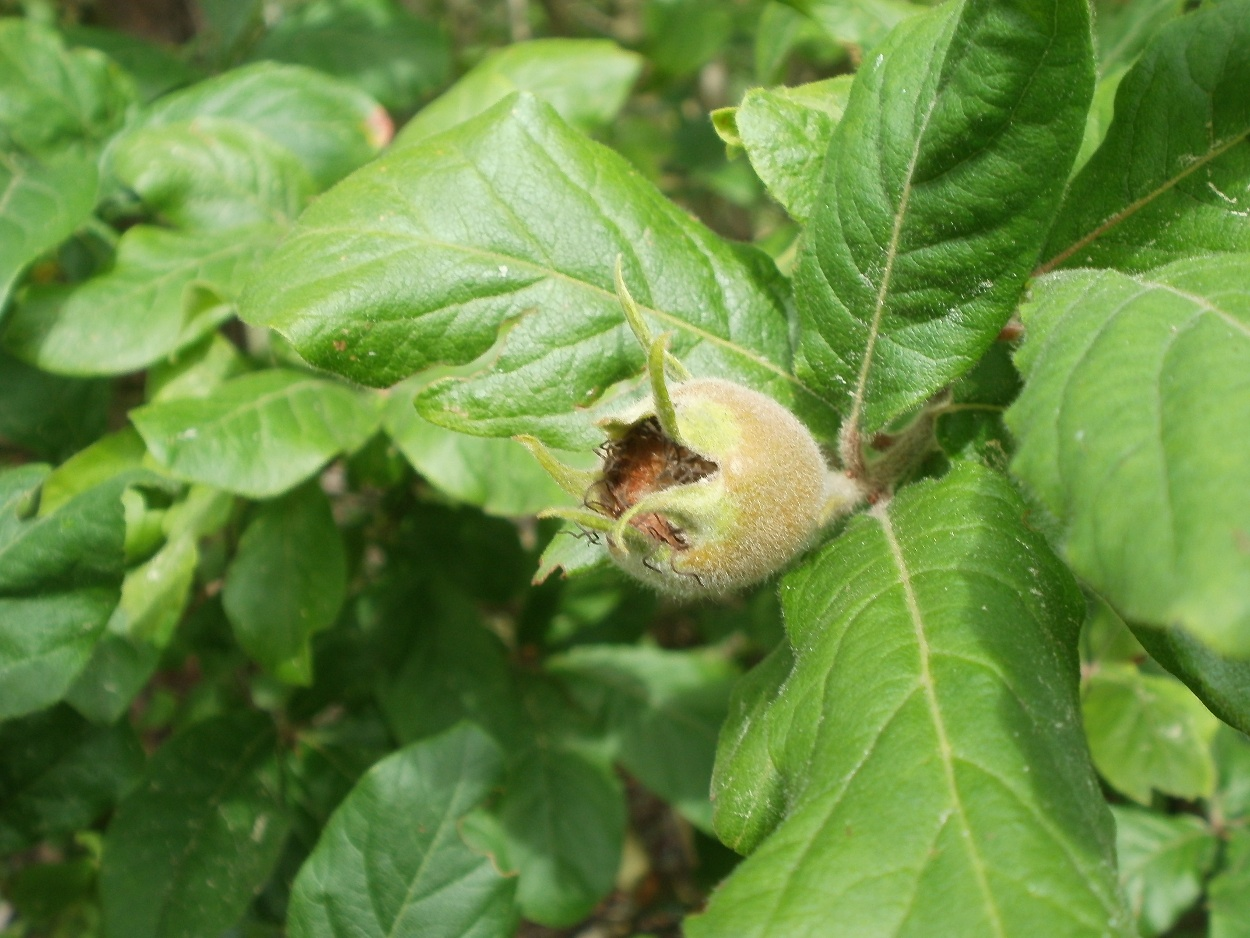
Jeune nèfle
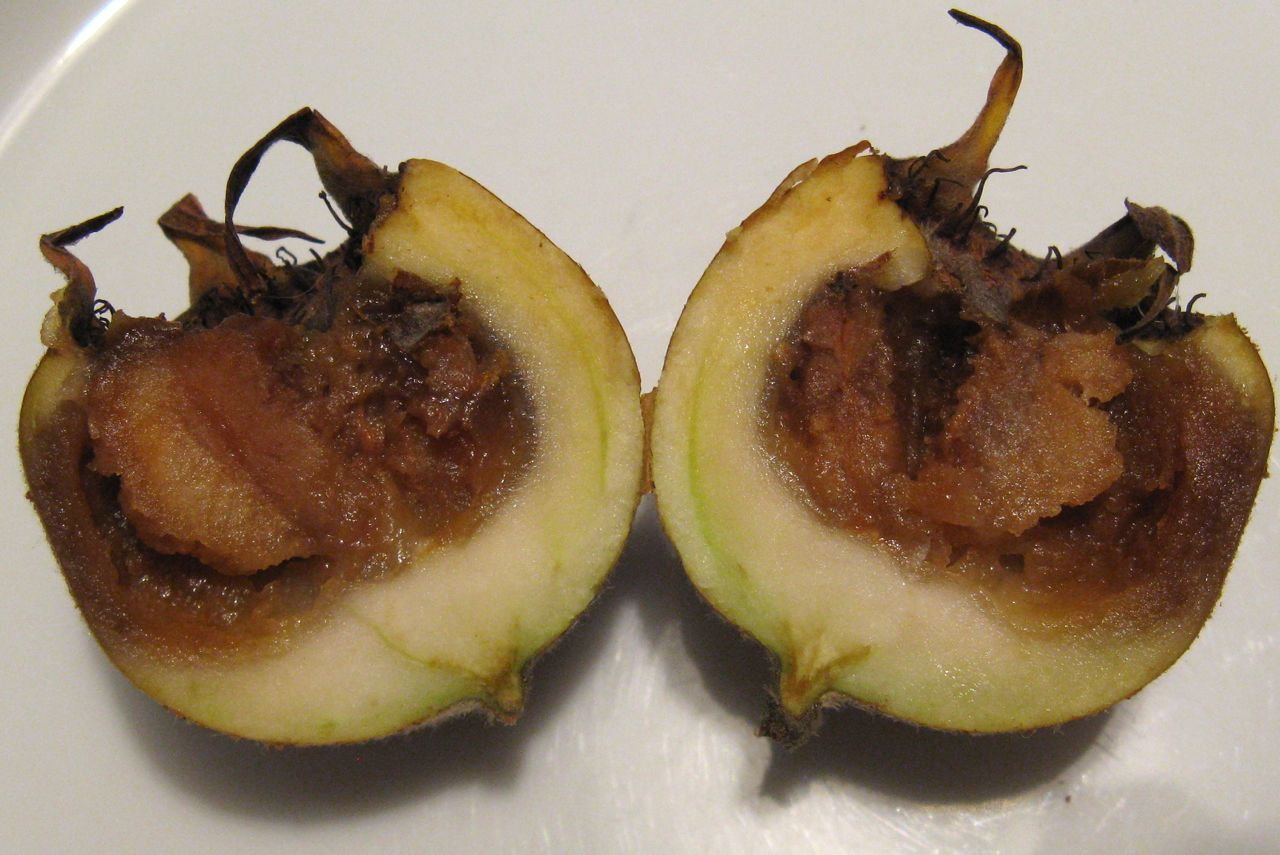
Coupe dans une nèfle en cours de maturation